# Na Starém bělidle
Na Starém bělidle je pátá a poslední opera ve čtyřech obrazech českého skladatele Karla Kovařovice. Libreto k ní napsal Karel Šípek na motivy známého románu Boženy Němcové Babička. Opera byla napsána v letech 1898–1901 a premiéru měla 21. listopadu 1901 v pražském Národním divadle.

## Vznik a historie díla

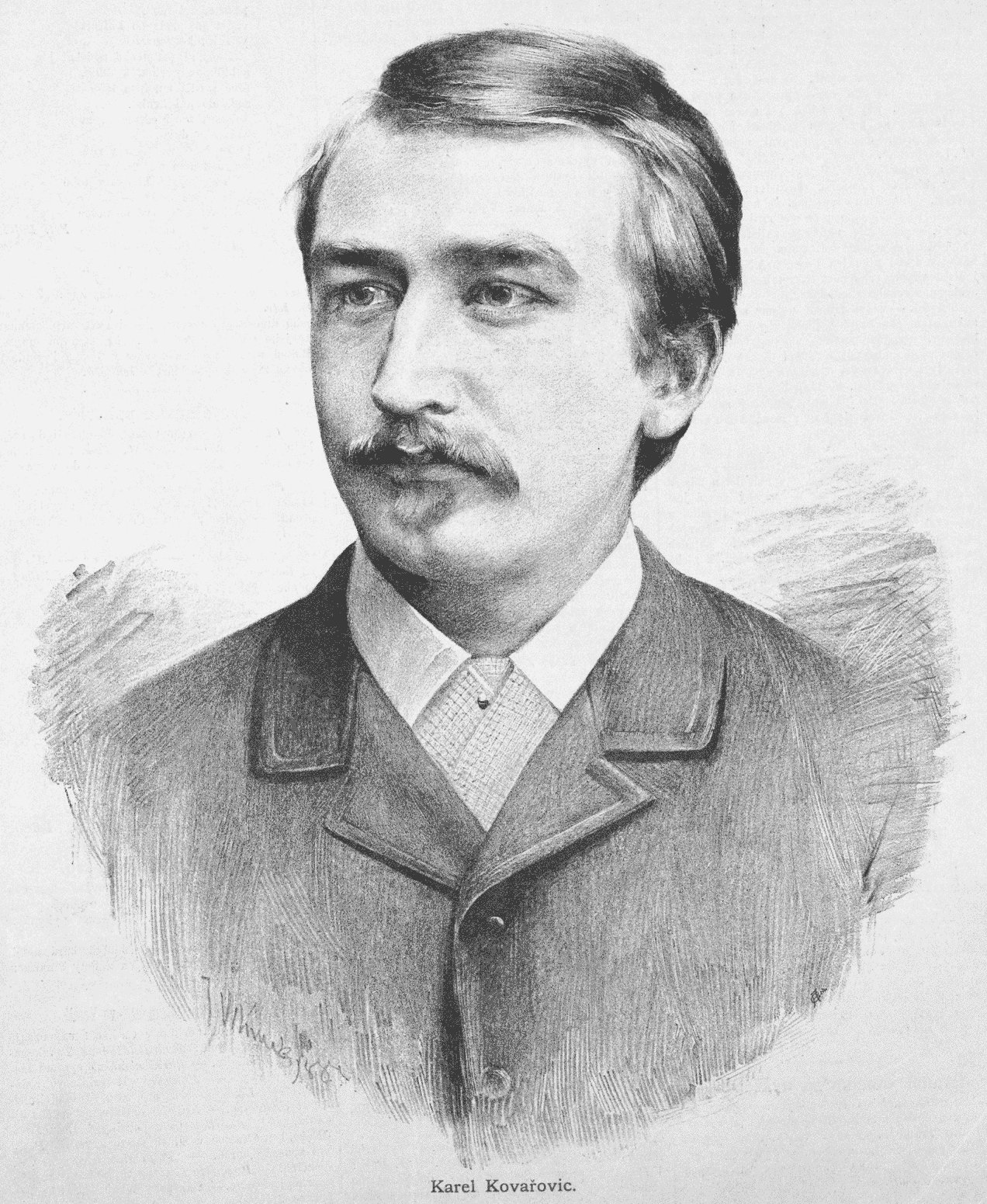
Karel Kovařovic. Kresba Jana Vilímka

Opera Na Starém bělidle je poslední dokončeným větším skladatelským dílem Karla Kovařovice; po jejím dokončení se věnoval téměř výhradně své funkci šéfa opery Národního divadla. Oproti předchozím hrdinským Psohlavcům zde Kovařovic usiloval o dílo především lyrické či lyricko-humorné, avšak opět programově lidové.
Není to první operní zpracování nejslavnějšího románu Boženy Němcové. Jen o rok a půl před premiérou Kovařovicovy opery, v březnu 1900, byla v Národním divadle jako poslední česká operní premiéra předtím, než se šéfem opery stal Kovařovic, uvedena první adaptace Babičky, stejnojmenná opera Antonína Vojtěcha Horáka. Kovařovic však na látce pracoval nezávisle již dříve a jeho opera svého bezprostředního předchůdce zcela zastínila.
Libreto napsal spisovatel Karel Šípek podle všeobecně známého románu s úctou a pochopením, ale z rozvětveného a málo dramatického původního příběhu mohl vybrat jen souvislejší dějové epizody, zejména milostný příběh Jakuba a Kristly nebo komtesy Hortensie a florentského malíře. I tak zůstalo dějové pásmo řídké, vybrané scény jsou převážně jednostranně idylické, a opera tak působí spíše jako sled žánrových obrázků než jako dramatické dílo. Navíc se babička i celá Proškova rodina ocitají mimo střed děje i zájmu.
Nedostatky libreta přejímala i hudba, málo rozmanitá a setrvávající vesměs v idyličnosti a lyričnosti. Mnohdy se pohybuje na pomezí impresionismu a především Zdeněk Nejedlý jí vyčítal závislost na Massenetovi. Technika kompozice po stránce vokální i instrumentální je zde z Kovařovicových děl nejdokonalejší, zejména konverzace je mnohem plynulejší než v Psohlavcích, zdařile je rozlišen „český“ lidový idiom vesničanů od „francouzské“ hudby Paní kněžny a „italské“ hudby komtesy Hortensie, ale náladová jednotvárnost i chabá charakteristika postav (až na některé epizodní, jako Pan otec) vedou k menšímu celkovému účinku. Základní tón hudby je lidový a stejně jako v Psohlavcích je zde řada národopisných scén se sborovým zpěvem a tancem, které patří v opeře k nejpůsobivějším: vojenské zpěvy odvedenců ve druhém obraze, přástky ve třetím a obžínky ve čtvrtém. Podle Ladislava Šípa však Kovařovic „k lidovosti směřoval snížením uměleckých cílů“; podle Anny Hostomské „nedorostl velikosti předlohy“.
Ačkoli popularita opery Na Starém bělidle nepředstihla Psohlavce, přesto patřila v první polovině 20. století mezi nejoblíbenější „lidové opery“. V Národním divadle byla znovu nastudována v letech 1907(–08), 1916(–24; pro tuto inscenaci Kovařovic provedl některé úpravy), 1930(–31) a 1935(–36) a dosáhla zde značného počtu 97 představení. Rovněž pět inscenací v Brně (v letech 1912, 1914, 1918, 1931 a 1938) svědčí o její tamní oblibě.
Po druhé světové válce však nastává její ústup. Zatímco Hubert Doležil ji mohl koncem 30. let 20. století ještě zařadit k „oporám domácího repertoáru“, Ladislav Šip mohl o čtyřicet let později říci, že „dnešní generace posluchačů už ji neznají“. Nastudování Národního divadla z roku 1949 (v budově Divadla 5. května) zařadilo Na Starém bělidle mezi úzkou skupinu českých klasických děl hraných na představeních pro lid, a proto dosáhlo až 37 představení, 4. února 1951 se však zde dávala naposledy. Dosud vůbec poslední inscenace této opery připravily Divadlo F. X. Šaldy v Liberci roku 1964 a Státní divadlo Ostrava roku 1971.
Mimo české země opera nepronikla.

## Osoby a první obsazení
| osoba                                          | hlasový obor         | premiéra (21. 11. 1901)            |
| ---------------------------------------------- | -------------------- | ---------------------------------- |
| Babička                                        | alt                  | Marie Klánová                      |
| Prošek, její zeť                               | baryton              | František Šír                      |
| Prošková, její dcera                           | mezzosoprán          | Karla (Šírová-)Fabiánová           |
| Barunka, jejich dcera                          | soprán               | Vilma Hassmannová                  |
| Jeník, jejich syn                              | soprán (dětská role) | Marie Matějíčková                  |
| Vilém, jejich syn                              | alt (dětská role)    | Berta Koukalová                    |
| Adélka, jejich dcera                           | alt (dětská role)    | Anna (Blažena) Kalinová            |
| Paní kněžna                                    | mezzosoprán          | Růžena Maturová                    |
| Komtesa Hortensie                              | soprán               | Amalia Bobková                     |
| Pan otec ze mlýna                              | bas                  | Václav Kliment                     |
| Panímáma ze mlýna                              | alt                  | Růžena Bradáčová                   |
| Rýzmburský myslivec                            | bas                  | Emil Pollert                       |
| Jeho žena                                      | alt                  | Helena Towarnická (z Towarnických) |
| Jakub Míla, selský hoch                        | tenor                | Bohumil Pták                       |
| Kristla                                        | soprán               | Marie Kubátová                     |
| Hospodský, její otec                           | bas                  | Antonín Hlaváček                   |
| Kudrna, kolovrátkář                            | němá role            | Josef Karásek                      |
| Desátník                                       | bas                  | Robert Polák                       |
| Stařena (stará přástevnice)                    | alt                  | Anna Havránková                    |
| Panský lokaj                                   | tenor                | Rudolf Kafka                       |
| Služka u Proškových                            | …                    | Eliška Volfová                     |
| Služka v hospodě                               | soprán               | Marie Kodetová                     |
| Vesničané, knížecí úředníci                    |                      |                                    |
| Dirigent: Karel Kovařovic, režie: Robert Polák |                      |                                    |

## Děj opery
Děj po roce 1825.

### První obraz – Svátek na Starém bělidle
(Před Starým bělidlem. Odpůldne v červnu, v den sv. Jana Křtitele) Za scénou tři ze čtyř Proškových dětí zpívají otci zdravici k jmeninám (Náš tatíčku milý, poslyš naše přání). Před domem se potkává Kristla s Mílou; Míla s druhy v noci vyplatil záletného panského lokaje a Kristla se bojí, že za to bude ztrestán odvodem na vojnu (zpěv Zkazí nám jej oběma ten kabátek bílý). Babička je chlácholí. Míla s posměchem, Kristla s obavami sledují italského lokaje, jak nese panu Proškovi ze zámku víno k svátku.
Brzy se prostranství před stavením zalidní. Vedle Proškových tu jsou jejich čtyři děti, mlynářský pan otec s chotí a pan myslivec s myslivcovou. Všichni připíjejí oslavenci. Mlynář, který si už značně zavdal, zpívá své ženě, jež ho napomíná (píseň Kvetou, kvetou, kvetou u potoka kvítka spanilá). Kristla přibíhá ohlásit osobní návštěvu paní kněžny a její schovanky komtesy Hortensie. Všichni se polekaně ukrývají do domu a nechávají babičku a děti, aby panstvo přivítaly.
Kněžna s Hortensií se přicházejí rozloučit; odjíždějí zítra do Itálie, i když se komtese bude stýskat (Hortensiin zpěv Těžko se nám jede, těžko zvláště mně). Proškovi a poté i jejich hosté se konečně osmělí a vyjdou ven. Babička hostí kněžnu koláčky a ta je blahosklonně přijímá. Na kněžninu zmínku o nehodě jejího lokaje uvádí babička věci na pravou míru. Když vzácná návštěva odchází, všichni se s milostivou paní a slečnou loučí (ansámbl Bůh provázej vás, paní milostivá). I ostatní hosté se pak odebírají domů.
Babička s Kristlou hovoří o kouzlech. Dívka si večer dala pod polštář věnec z devatera kvítí a zdálo se jí pak o Mílovi: on tedy bude její ženich. Ráno pak hodila věneček přes strom a dopadl daleko, to znamená rozloučení (nokturno s dvojzpěvem Slavíček zpíval, v olšoví šeptaly vlny… V noci svatojanské). Ale Míla, který se právě objevil, se nebojí: Babička jim ještě bude na svatbě starosvatkou. Babička osamí a vzpomíná na mládí (zpěv Ó štěstí mládí neskonalé).

### Druhý obraz – Hoši jsou na vojnu
(Před hospodou, podzim) Kristla obsluhu je hosty a přitom pláče pro Mílu, který byl odveden na vojnu. Přicházejí rekruti (průvod a sbor Už na vojnu jedeme, dobře se tu mějte). Míla utěšuje Kristlu a dává jí sbohem (duet Neplač, Kristlo, bohu poručeno… Já tebe nemít, duše drahá). I babička se s ním přichází rozloučit a naznačujíc, že by ho snad mohla dostat z vojny zpátky, žehná ho jménem jeho zemřelých rodičů (tercet Jak bych slyšel slova matky zvěčnělé). Rekruti se vyhrnou z hospody posíleni na cestu a odcházejí (sbor Neplačte, matičko… Proto jsem tě vychovala… Dala holka, dala zjara… Má milá dědino, už se s tebou loučím). Když jsou všichni pryč, Kristla se znovu rozeštká.

### Třetí obraz – U babičky v zimě
(Babiččin světnička večer) Babička, Kristla a další přástevnice předou nitě (sbor Umřela panna v době jarních let). Proškovy děti si prohlížejí věci z babiččiny truhly: čepec s holubičkou, tolar od císaře Josefa, granáty. Jedna z přadlen vzpomíná na proroctví kladské Sibylly, jejíž mramorový kůň se propadá do země, a až se zcela propadne, přijdou na českou zemi nejhorší časy. Babička ale k dětem hovoří: milujte svou českou zemi a pracujte pro ni a Sibyllino proroctví se nevyplní (árie Rozmilé děti, až dorostete a mne tu více nebude).
Rolničky saní ohlašují příjezd mlynáře a mlynářky (duet Z města, z města, sanice jako mlat). Nesou psaní paní Proškové od manžela a Kristle od Míly; ostatní děvčata si ji dobírají. Mezi zprávami od pana Proška je i zmínka o komtese Hortensii, jež se roznemohla, ač měkla právě před zásnubami s bohatým hrabětem. Mlynář tuší, že má ráda jiného.
Vstupuje Kudrna s kolovrátkem a svými chlapci. Babička je hostí rosolkou a chlapci tancují s děvčaty (sbor Už je tu Kudrna… Už je doděláno, už je dopředeno). Mlynáři pobízí k tanci babičku, ale ta už se na to necítí; zato když byla mladá, žádnou muziku nevynechala (duet Babičko, my spolu otevřeme kolo… Bejvávalo, bejvávalo). Jen Kristla se raději než tancem těší Mílovým dopisem. A to ještě neví, co psal pan Prošek, totiž že přednesl paní kněžně babiččinu prosbu, aby se zasadila o Mílovo propuštění z vojny. Po tanci všichni odcházejí, děti a babička se s modlitbou hotoví ke spánku.

### Čtvrtý obraz – U paní kněžny
(Pokoj komtesy Hortensie v ratibořickém zámku) Komtesa, poněkud pozdravená, portrétuje babičku. Vchází pan Prošek a vyřizuje, že Míla už je z vojny zpátky. S Kristlou se má setkat až o obžínkové slavnosti. Prošek chválí Hortensiin obraz (zpěv Krásná malba, podařená). Babička s komtesou hovoří o jejím umní a o tom, kde se mu naučila. Brzy zjistí, že je Hortensie zamilovaná do svého učitele, mladého florentského malíře (duet Proč jsi se tak zahleděla?). Vchází kněžna, dává své schovance květin a vyzývá obě k přípravě na slavnost. Babička kněžně náznaky dopomůže k tomu, aby pochopila příčinu Hortensiina smutku a nemoci. Kněžna komtesu ujistí, že nikdy neměla v úmyslu stát v cestě jejímu štěstí: ať jedná, jak jí srdce káže. Hortensie a babička kněžně děkují (tercet Ty miluješ jej, trpíš, skrýváš lásku svou). Všichni tři odcházejí na dožínky.
(Proměna – Prostranství před ratibořickým zámkem) Vazačky a ženci tancují obřadní tanec s vyzdobenou „bábou“ (sbor Po tom našem poli zlatá bába chodí). Přichází kněžna, poddaní jí volají „vivat“ a Kristla jí předává dožínkový věnec (zpěv Vznešená a milostivá paní naše!). Kněžna se jí za to odvděčí přivedením Míly. Kristla, Míla i Hortensie děkují kněžně, ta však odkazuje na jejich mocnou přímluvkyni, babičku. Kněžna, mlynářský pan otec a všichni vesničané zpívají chválu „naší babičce“ (Jsi šťastná žena, stařenko mám milá… Buď zdráva babička nám na sto let).

## Nahrávky
Dosud nevydanou nahrávku opery pořídil Československý rozhlas roku 1948. Zpívají: Marta Krásová (babička), Bořek Rujan (Prošek), Věra Krilová (Prošková), Milada Jirásková (paní kněžna), Vlasta Mlejnková (Barunka), Blažena Kalabisová (Jeník), Blažena Bezecná (Vilém), Štefa Petrová (komtesa Hortensie), Karel Kalaš (mlynář), Ludmila Hanzalíková (mlynářka), (rýzmburský myslivec) Ladislav Mráz, (paní myslivcová) Milada Čadikovičová, (Jakub Míla) Antonín Votava, (Kristla) Maria Tauberová, (hospodský) Jan Soumar, (desátník) Josef Celerin, (stará přástevnice) Marie Cyteráková, (panský lokaj) Karel Zavřel, (služka v hospodě) Vlasta Formanová. Pražský rozhlasový orchestr řídí František Dyk.
Vedle této celkové nahrávky pořídil Československý rozhlas také nahrávku samotné předehry (1974, Orchestr Národního divadla řídí František Vajnar) a několik nahrávek nejpopulárnějšího čísla, písně mlynáře z 1. dějství (Karel Kalaš, Jaroslav Horáček, Karel Průša). Její podání od Karla Kalaše z roku 1952 vydal Radioservis, a.s., roku 2015 na CD „Česká romantická opera“ (CR0782-2).